# TT354
La tombe thébaine TT 354 est un tombeau de l'Égypte antique, situé à Deir el-Médineh, dans la nécropole thébaine, sur la rive ouest du Nil, face à Louxor en Égypte.
La chapelle funéraire souterraine (1,57/60 x 2,78 m) est accessible par un court couloir côté est de la chambre. Devant la chambre se trouve une cour (environ 3,12 x 3,5 m). Du côté ouest de la chambre se trouvent trois niches.
Le mur sud de la chapelle représente un couple assis (homme et femme). Devant eux se trouve une table d'offrandes ; à droite, un homme offre une fleur de lotus et de l'eau. Sur le fronton semi-circulaire, les divinités funéraires Anubis et Osiris sont assises sur un trône. Devant chacune se trouve une table d'offrandes. Les peintures sont relativement bien conservées. Une partie du mur central a disparu et les visages des morts ont été effacés.
Les trois niches sont situées sur le mur ouest. Au-dessus d'elles se trouve une frise représentant des offrandes et des personnes en deuil. À l'extrême gauche, à la hauteur des niches, se tiennent une religieuse et une femme, faisant face au couple du mur sud. Deux figures sont visibles en contour. La partie droite du mur, en particulier, n'a jamais été achevée. Les deux figures mentionnées, ainsi que les personnes en deuil, ne sont représentées que par des dessins au contour.
Le mur nord, mal conservé et jamais achevé, présente un couple assis à gauche. À droite, un homme et une femme debout leur rendent hommage. Dans le demi-cercle supérieur, on peut voir deux yeux Oudjat et deux chacals, chacun couché sur un sanctuaire.
Le mur est est peint uniquement à gauche de la porte d'entrée. On y voit sept hommes assis sur deux rangées, chacun avec une chaise. Au registre inférieur, un homme offre des fleurs. Le plafond de la chambre voûtée présente des motifs floraux, mais il est inachevé.
En raison de l'absence d'inscriptions, le propriétaire de la tombe reste inconnu. Cependant, le couvercle d'un coffre sur lequel Amenemhat est mentionné a été retrouvé dans la cour. Il s'agit peut-être du propriétaire de la chapelle TT340, qui possédait donc peut-être deux chapelles funéraires.